# Katrien Houtmeyers
Katrien Houtmeyers (nascida a 22 de janeiro de 1981) é uma empresária e política belga activa no partido Nova Aliança Flamenga.

## Biografia
Houtmeyers nasceu e cresceu em Leuven. Em 2003 obteve um mestrado em psicologia na Universidade Católica de Leuven. Ela fundou uma empresa de comunicação antes de se tornar co-proprietária de uma loja de móveis de jardim. Nas eleições municipais belgas de 2018, foi eleita conselheira municipal em Lovaina. Desde as eleições federais belgas de 2019, Houtmeyers serve como deputada na Câmara dos Representantes pelo círculo eleitoral de Brabante Flamengo.